# Antilopă roană
Antilopa roană (Hippotragus equinus) este o antilopă de savană întâlnită în Africa de Vest, Africa Centrală și Africa de Sud.